# Classe Kolberg
La classe Kolberg fu una classe di incrociatori leggeri della Kaiserliche Marine tedesca, composta da quattro unità entrate in servizio tra il 1910 e il 1911.
Tutte e quattro le unità parteciparono agli eventi della prima guerra mondiale: tre (SMS Kolberg, SMS Mainz e SMS Cöln) furono assegnate alla forza da ricognizione della Hochseeflotte dislocata nel Mare del Nord, mentre la quarta (SMS Augsburg) fu dislocata nel mar Baltico con funzioni principalmente di nave scuola per artiglieri. Il Mainz e il Cöln andarono perduti molto presto durante il conflitto, finendo entrambi affondati da unità britanniche il 28 agosto 1914 durante la battaglia di Helgoland, mentre il Kolberg e lo Augsburg presero parte agli scontri nel Baltico contro i russi partecipando alla battaglia del golfo di Riga e all'operazione Albion, venendo anche rimodernati tra il 1916 e il 1917.
Sopravvissute alla guerra, le due unità furono cedute agli Alleati vittoriosi come prede di guerra: lo Augsburg fu assegnato al Giappone ma, inutile per le esigenze nipponiche, fu avviato alla demolizione nel 1922; il Kolberg fu preso in consegna dalla Francia e servì con la Marine nationale sotto il nuovo nome di Colmar, venendo infine radiato nel 1927 e avviato alla demolizione.

## Caratteristiche

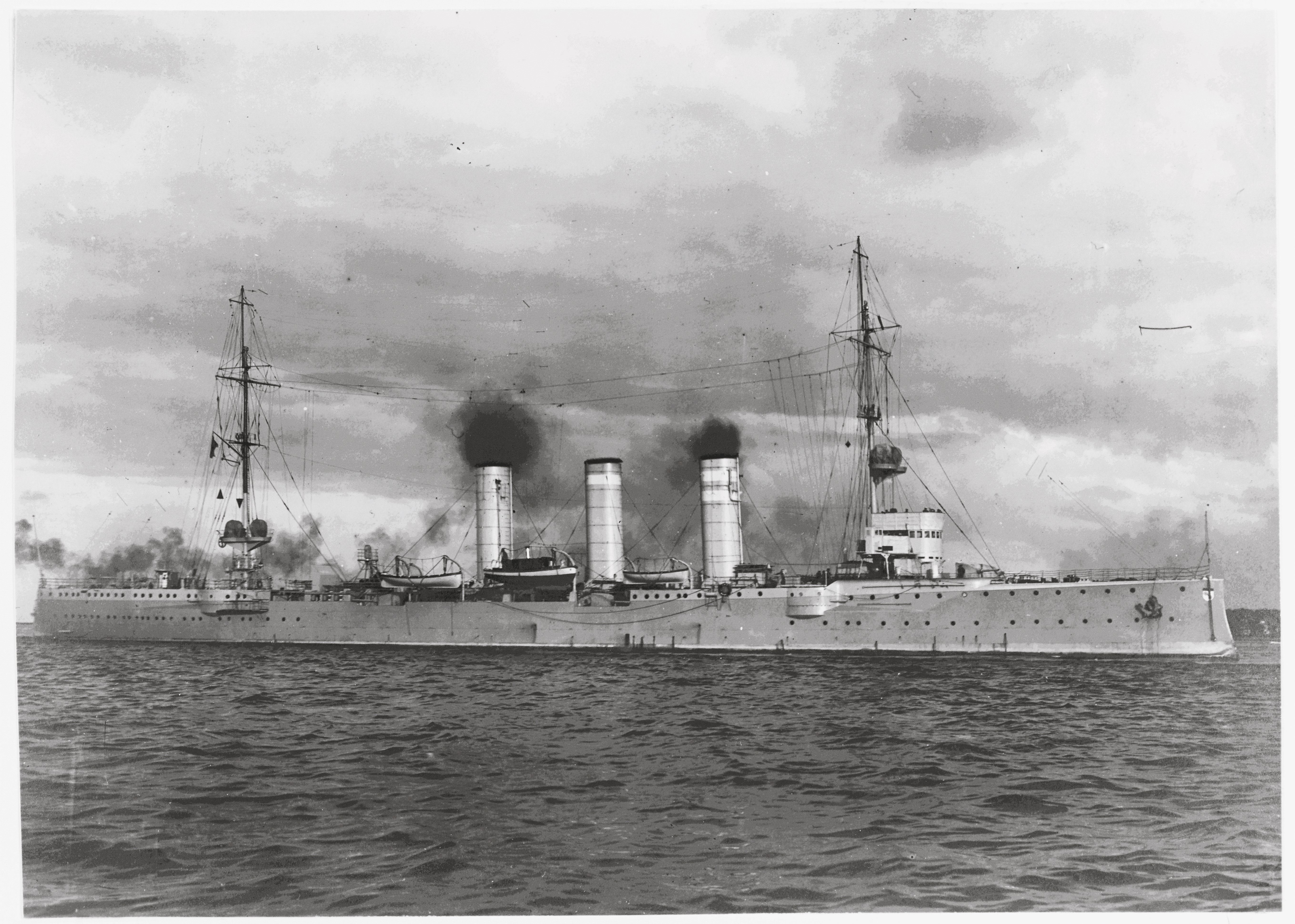
Il Mainz nel 1910

Lo scafo dei Kolberg era lungo 130 metri alla linea di galleggiamento e 130,5 fuori tutto, con una larghezza di 14 metri e un pescaggio di 5,4 metri; il dislocamento standard era di 4.362 tonnellate, che a pieno carico di combattimento saliva a 4.915 tonnellate per il Kolberg, 4.889 t per il Mainz, 4.864 t per il Cöln e 4.882 t per lo Augsburg. Lo scafo era realizzato in acciaio con telai longitudinali e trasversali, e suddiviso al suo interno in tredici compartimenti stagni; vi era anche un doppio fondo che correva per il 50% della lunghezza della chiglia. Le unità rivelarono una buona tenuta del mare, sebbene soffrissero di un forte rollio e fossero abbastanza rigide nelle manovre: lo sterzo controllato da un unico timone non era molto maneggevole e dava un ampio raggio di sterzata; l'altezza metacentrica era di 83 metri. L'equipaggio standard ammontava a 18 ufficiali e 349 tra sottufficiali e comuni, e le dotazioni di bordo comprendevano una scialuppa di picchetto, una chiatta, un cutter, due iolle e due dinghy.
Tutte e quattro le unità furono costruite con alcune differenze nel sistema di propulsione, al fine di permettere alla Marina di testare le macchine provenienti da fornitori diversi: il Kolberg fu equipaggiato con due set di turbine a vapore della Melms & Pfenniger azionanti quattro eliche a tre pale da 3,45 metri di diametro; il Mainz ricevette due turbine della AEG-Curtiss azionanti due eliche a tre pale di 3,45 metri di diametro; il Cöln ebbe inizialmente due turbine della Zoelly, ma dopo le prove in mare si decise di riequipaggiare la nave con due turbine della Germaniawerft azionanti quattro eliche a tre pale (due con diametro di 2,55 metri e due con diametro di 1,78 metri); lo Augsburg ricevette due turbine Parsons britanniche con quattro eliche a tre pale di 2,25 metri di diametro. Tutte e quattro le unità furono equipaggiate con quindici caldaie a tubi d'acqua alimentate a carbone, disposte in quattro sale macchine al centro dello scafo e con tre fumaioli; nel 1916 il Kolberg e lo Augsburg ricevettero degli spruzzatori di olio combustibile per incrementare il potere calorico del carbone bruciato nelle caldaie.

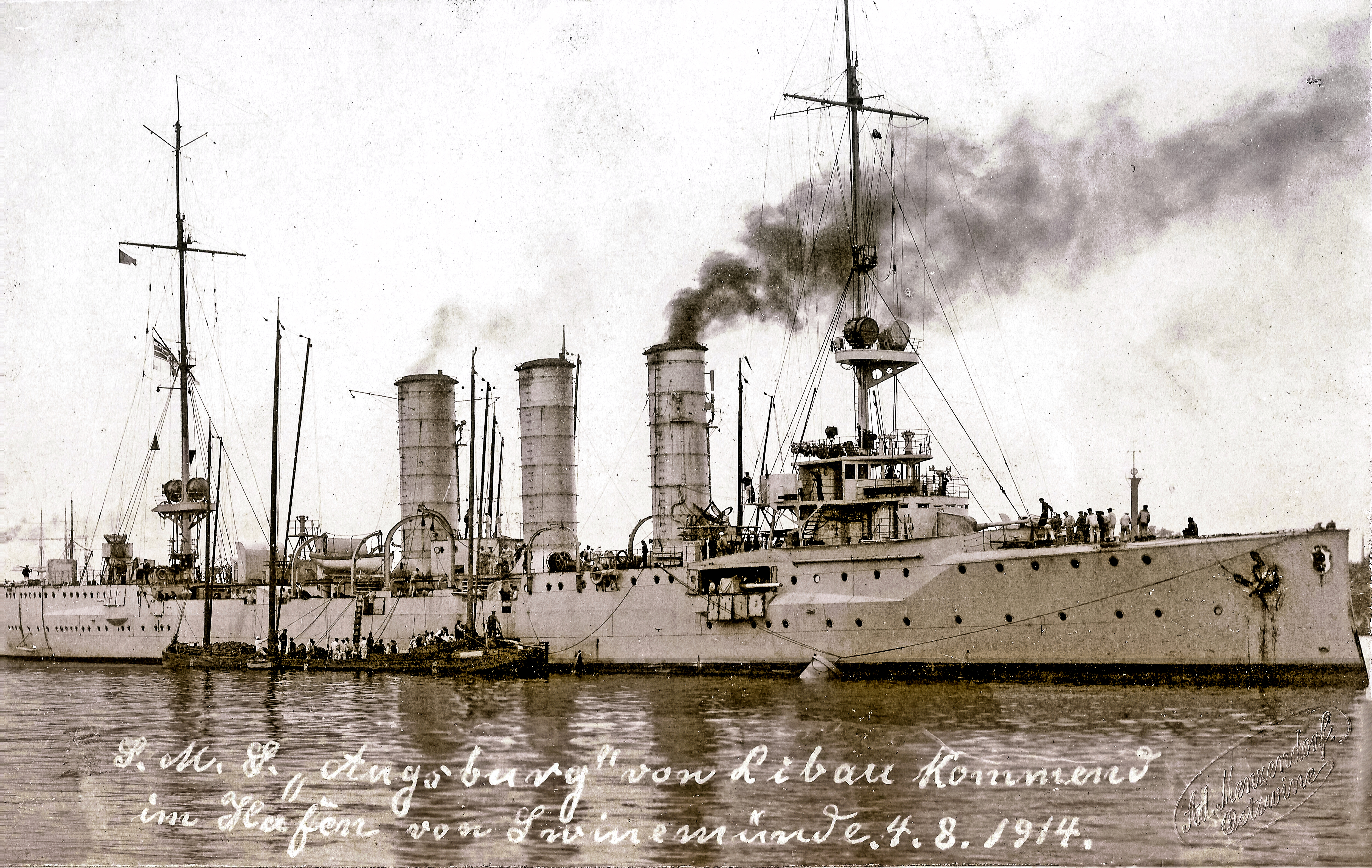
Lo Augsburg nell'agosto 1914, poco dopo l'inizio della guerra

L'apparato motore dei Kolberg era progettato per generare una potenza di 19.000 shp, con l'eccezione del Mainz le cui macchine erano capaci di una potenza di 20.200 shp; la velocità massima di progetto sviluppabile dagli incrociatori era di 25,5 nodi (il Mainz poteva sviluppare mezzo nodo in più), ma alle prove tutti furono capaci di raggiungere la velocità di 26 nodi. Il Kolberg poteva imbarcare 970 tonnellate di carbone e, dal 1916, 115 tonnellate di olio combustibile, che conferivano un'autonomia di 3.250 miglia nautiche alla velocità di 14 nodi; il Mainz imbarcava 1.10 tonnellate di carbone per un'autonomia di 3.630 miglia, il Cöln trasportava 960 tonnellate di carbone ed era capace di un'autonomia di 3.500 miglia; lo Augsburg imbarcava 940 tonnellate di carbone e come il Kolberg sviluppava un'autonomia di 3.250 miglia.
L'armamento degli incrociatori comprendeva dodici cannoni 10,5 cm SK L/45 in installazioni singole: due erano posti affiancati sul castello di prua, due sul castello di poppa e otto lungo la fiancata a centro nave, quattro per lato; per il Kolberg e lo Augsburg, tra il 1916 e il 1917 i pezzi da 105 mm furono rimpiazzati da sei cannoni da 15 cm SK L/45, con l'aggiunta di quattro cannoni da 5,2 cm SK L/55 antiaerei poi sostituiti nel 1918 con due cannoni da 8,8 cm SK L/45. Tutte le unità imbarcavano anche due tubi lanciasiluri da 450 mm, collocati all'interno dello scafo sotto la linea di galleggiamento; nel 1918 al Kolberg e allo Augsburg furono poi aggiunti due tubi lanciasiluri da 500 mm montati sul ponte di coperta. Tutte e quattro le unità potevano imbarcare e rilasciare 100 mine navali.
I Kolberg erano protetti da una combinazione di acciaio normale e nuova corazzatura cementata Krupp: la corazza consisteva in uno strato di corazzatura Krupp posta in mezzo a due strati di acciaio normale. Il ponte era ricoperto di una corazzatura spessa 20 mm alle estremità e 40 mm sopra le sale macchine; la torre di comando era protetta da 100 mm di corazzatura, mentre le scudature dei cannoni erano spesse 50 mm.

## Unità
| Nome         | Costruttore            | Impostazione | Varo             | Entrata in servizio | Destino finale |
| ------------ | ---------------------- | ------------ | ---------------- | ------------------- | --- |
| SMS Kolberg  | Schichau-Werke         | 1908         | 14 novembre 1908 | 21 giugno 1910      | ceduto alla Francia come preda di guerra il 28 aprile 1920; in servizio con la Marine nationale con il nome di Colmar, radiato il 21 luglio 1927 e avviato alla demolizione |
| SMS Mainz    | AG Vulcan              | 1907         | 23 gennaio 1909  | 1º ottobre 1909     | affondato il 28 agosto 1914 durante la battaglia di Helgoland |
| SMS Cöln     | Germaniawerft          | 1909         | 5 giugno 1909    | 16 giugno 1911      | affondato il 28 agosto 1914 durante la battaglia di Helgoland |
| SMS Augsburg | Kaiserliche Werft Kiel | 1908         | 10 luglio 1909   | 1º novembre 1910    | consegnato al Giappone come preda di guerra il 3 settembre 1920, avviato alla demolizione nel 1922                                                                          |